# توبي وبينو
توبي وبينو (بالإنجليزية: Toopy and Binoo)‏ هو مسلسل كرتوني كندي للأطفال في مرحلة الروضة، أنتج عام 2006 ومن توزيع شركة كوروس الكندية وعرض على عدة قنوات منها: تري هاوس تي في ، تيلي-كيبيك، وراديو كندا. أنتج المسلسل من طرف فريق سبيكترا.

## القصة
استوحت القصة من الكتب الشعبية لدومينيك جولين . كل حلقة هن هذا المسلسل الكرتوني تتحدت عن تجسيد لفأر يدعى توبي، وقط يحب السكوت يدعى بينو
أصدر الموسمان الأول والثاني على أكثر من 179 دولة، وكما ترجم إلى 27 لغة . وقد بيعت أكثر من مليون نسخة من أقراص دي في دي ، ووصل عدد المشاهدات في يوتيوب إلى أكتر 200 مليون مشاهدة .

## روابط خارجية
- توبي وبينو على موقع IMDb (الإنجليزية)
- توبي وبينو على موقع قاعدة بيانات الفيلم (الإنجليزية)
- توبي وبينو على موقع كينوبويسك (الروسية)
- توبي وبينو على موقع قاعدة بيانات الفيلم (الإنجليزية)